# Ivannow Wladislaus von Dziarski-Orloff

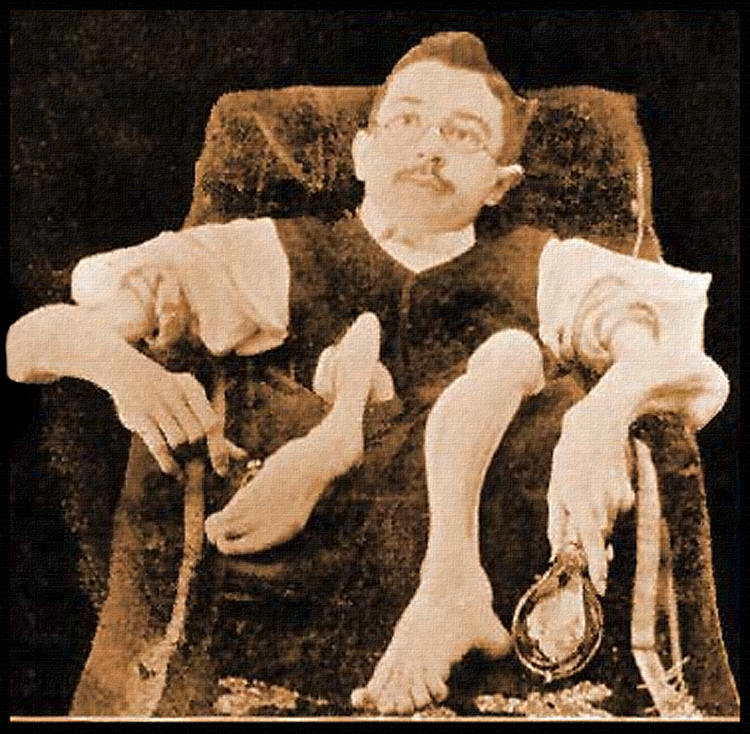
Ivannow Wladislaus von Dziarski-Orloff

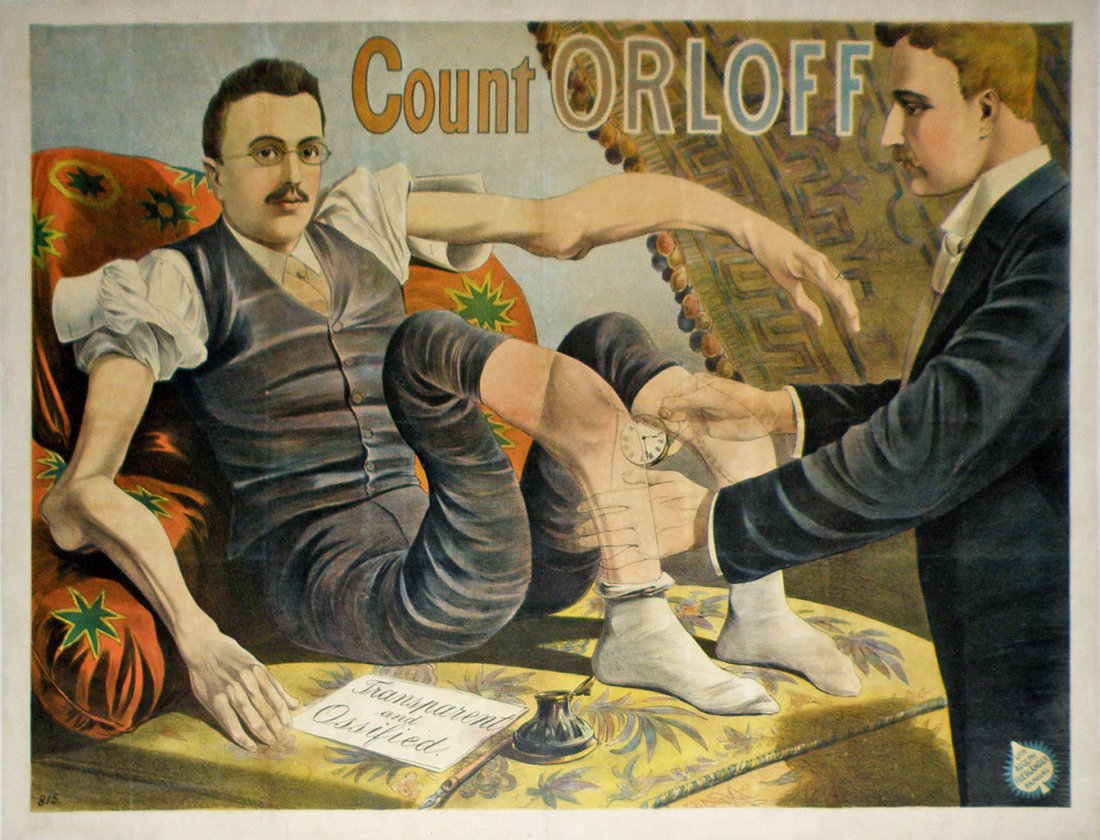
Eine Demonstration der „Durchsichtigkeit“ Orloffs

Ivannow Wladislaus von Dziarski-Orloff (* 19. August 1865 in Ungarn; † 1904) war ein Sideshow-Darsteller. Er trat unter dem Künstlernamen Count Ivan Orloff auf und wurde als ossifizierter und durchsichtiger Mensch  vermarktet.

## Leben
Während zahlreiche, meist online veröffentlichte Lebensbeschreibungen Dziarski-Orloffs übereinstimmend behaupten, er sei im Jahr 1864 in Ungarn geboren worden, nennt sein Zeitgenosse Hermann Waldemar Otto alias Signor Saltarino das Datum 19. August 1865 und fügt hinzu: „Da [...] noch Verwandte des Herrn Orloff leben und hohe Stellungen bekleiden, so müssen aus Rücksicht auf diese hier sowohl die Nennung seines Geburtsorts, als auch nähere Details über seine Familien-Verhältnisse unterbleiben.“ Die Familie sei sehr reich gewesen, habe aber ihr Vermögen verloren und sei nach Deutschland und später nach Amerika gezogen.
Übereinstimmend geben sowohl Signor Saltarino als auch andere Biographen an, Orloff habe sich als Kind zunächst normal entwickelt und ab dem Alter von 14 Jahren erkennbar unter einer Krankheit gelitten, die in einer Atrophierung seiner Muskulatur und Knochenschwund der unteren Extremitäten bestanden habe.
Dadurch verlor der junge Mann innerhalb weniger Jahre die Fähigkeit zu stehen und zu gehen. Seine Gliedmaßen, insbesondere die Beine, wurden stark deformiert. Ob gleichzeitig sein Oberkörper verknöcherte, wie häufig, auch von Signor Saltarino, behauptet wurde, ist umstritten. Orloff besaß darüber hinaus offenbar eine besonders dünne und durchscheinende Haut. Sein Zustand bereitete ihm laut Signor Saltarino „keinerlei Schmerzen“. Dieser Biograph attestierte Orloff außerdem – abgesehen von den Symptomen, die ihn zu seiner „Sehenswürdigkeit“ machten – beste Gesundheit und berichtete wenige Jahre vor dessen Tod, der Sideshow-Darsteller, der mehrere Fremdsprachen beherrsche und eine sehr gute Schulbildung erhalten habe, ertrage „sein Missgeschick mit Ergebung und grosser Geduld“. Hier allerdings widerspricht die gedruckte Darstellung aus dem Jahr 1900 den meisten anderen Quellen, in denen berichtet wird, Orloff habe unter ständigen Schmerzen gelitten und diese durch Opiumrauchen zu bekämpfen gesucht.
Der „durchsichtige Mann“ bereiste Teile Europas und Amerikas; zeitweise besaß er ein eigenes Sideshow-Unternehmen names Count Orloff's International Agency. Unter anderem trat in seinen Shows der Riese Mianko Karoo auf. Nach seinem Tod übernahm Dora Orloff die Agentur.
Die Behauptung, man habe durch seinen Körper hindurch eine Zeitung lesen können, dürfte übertrieben sein, doch war es offenbar möglich, aufgrund seiner dünnen Haut und der zurückentwickelten Muskulatur das Blut in seinen Adern rinnen zu sehen und den Schein von Lichtquellen durch seine Gliedmaßen hindurch wahrzunehmen.
Signor Saltarinos Beschreibung des Phänomens aus dem Jahr 1900 endet mit den Angaben: „Er ist jetzt 35 Jahre alt, wiegt etwa dreiundvierzig engl. Pfund und ist sowohl durch die gesammte Presse, als auch von den grössten medicinischen  Autoritäten anerkannt als der einzige durchsichtige und verknöcherte Mensch, der je existirt hat.“